# マリアナ・グラハレス空港
マリアナ・グラハレス空港（マリアナ・グラハレスくうこう）(IATA: GAO, ICAO: MUGT)は、キューバの都市、グアンタナモにある空港。周辺にはパラグアイとラスラハスという2つの村が存在する。

## 歴史
滑走路は第二次世界大戦中にアメリカ海軍によってグァンタナモ米軍基地の予備飛行場として建設された。1960年代までは「ロス・カニョス飛行場（Los Caños aerodrome）」という名称だった。その後、キューバの母と呼ばれるマリアナ・グラハレスにちなみ、現在の空港名に改称された。

## 航空会社と就航地
| 航空会社     | 就航地 |
| ------------ | ------ |
| クバーナ航空 | ハバナ |

## 施設
空港は標高17メートル (56 ft) に存在し、2,358mのアスファルト製滑走路が1本ある。  